# Nathaniel Reilly-O’Donnell
Nathaniel Reilly-O’Donnell (ur. 13 kwietnia 1988 w Ealing) – brytyjski wioślarz.

## Osiągnięcia
- Mistrzostwa świata juniorów – Brandenburg 2005 – czwórka ze sternikiem – 7. miejsce.
- Mistrzostwa świata juniorów – Amsterdam 2006 – czwórka bez sternika – 1. miejsce.
- Mistrzostwa świata U-23 – Glasgow 2007 – ósemka – 6. miejsce.
- Mistrzostwa Europy – Ateny 2008 – ósemka – 6. miejsce.
- Mistrzostwa świata U-23 – Račice 2009 – ósemka – 3. miejsce.
- Mistrzostwa świata – Bled 2011 – ósemka – 2. miejsce
- Mistrzostwa świata – Amsterdam 2014 – ósemka – 1. miejsce